# An Jae-hyun
An Jae-hyun (koreanska: 안재현; Hanja: 安宰賢), född 25 december 1999, är en sydkoreansk bordtennisspelare.

## Karriär
Vid VM 2019 i Budapest tog An brons i singel. Vid asiatiska mästerskapen 2019 i Yogyakarta tog han brons i lagtävlingen. Vid asiatiska mästerskapen 2021 i Doha tog An guld i lagtävlingen. Vid VM 2022 i Chengdu tog han brons i lagtävlingen.
Vid asiatiska mästerskapen 2023 i Pyeongchang tog An brons i dubbel tillsammans med Park Gang-hyeon samt brons i lagtävlingen. Vid asiatiska spelen 2022 i Hangzhou, som arrangerades 2023, tog han silver i lagtävlingen. Vid VM 2024 i Busan tog An brons i lagtävlingen. Vid asiatiska mästerskapen 2024 i Astana tog han guld i dubbel tillsammans med Lim Jong-hoon samt brons i lagtävlingen. I mars 2025 vann An dubbeln vid WTT Star Contender Chennai tillsammans med Lim Jong-hoon.